# 인도 해안경비대
인도 해안경비대(힌디어: भारतीय तटरक्षक; 영어: Indian Coast Guard; ICG)는 인도의 해상 법 집행 및 수색 구조 기관으로, 인접 지역과 배타적 경제수역을 포함한 영해를 관할한다. 1977년 2월 1일 인도 의회의 1978년 해안경비대법에 의해 공식적으로 설립되었다. 인도 국방부 산하에서 운영된다.
해안경비대는 인도 해군, 수산부, 세입부(관세부), 중앙무장경찰대, 주 경찰청과 긴밀한 협력을 통해 활동하고 있다.

## 역사
인도 해안경비대의 창설은 인도 해군이 국가에 비군사적 해상서비스를 제공하기 위해 처음 제안하였다. 1960년대에 해상을 통한 물품 밀수는 인도의 국내 경제를 위협하고 있었다. 인도 세관은 밀수 방지 노력에 있어 순찰과 요격에 대한 지원을 인도 해군에 수시로 요청하였다.
바산티 둘랄 나그차우두리 위원회는 이 문제를 연구하기 위해 인도 해군과 인도 공군이 참여하여 구성되었다. 1971년 8월, 위원회는 인도의 광대한 해안선을 순찰하고, 불법 행위를 식별하기 위한 근해 어선 등록소를 설치하며, 불법 행위에 종사하는 선박을 차단할 능력 있고 잘 갖추어진 병력을 구축하는 요건을 확인했다. 위원회는 또한 그러한 서비스를 제공하는 데 필요한 장비, 기반 시설 및 인력의 수와 성격을 조사했다.
1973년까지, 인도는 장비를 획득하기 위한 프로그램을 시작했고, 국내 보안 유지법의 규정에 따라 이러한 밀수 방지 및 법 집행 업무에 인도 해군의 인력을 파견하기 시작했다. 인도 해군은 이러한 업무의 법 집행 성격이 군 복무라는 그것의 핵심 임무와 괴리가 있음을 감지했다. 따라서 당시 해군 참모총장이었던 수렌드라 나트 콜리 제독은 그러한 업무를 수행하기 위해 별도의 해상 서비스의 필요성을 설명하고 해군의 설립 지원을 제공할 것을 국방 장관에게 권고했다. 1974년 8월 31일, 국방 장관은 콜리 제독의 권고에 대한 내각의 조치를 제안하는 쪽지를 내각 장관에게 제출했다.
인도 해안경비대는 세계의 다른 해안 경비대들과 훈련을 실시한다. 2005년 5월, ICG는 파키스탄 해상보안청(PMSA)과 연락망을 구축하기로 합의했다. 2006년, 인도 해안경비대는 일본 해상보안청 및 대한민국 해양경찰청과 훈련을 실시했다.
2008년 뭄바이 테러 이후, 인도 정부는 ICG 군대, 자산 및 인프라를 확장하기 위한 프로그램을 시작했다.
육군은 2023년까지 함정 200척과 쌍발 항공기 100대를 보유하는 것을 목표로 하고 있다.

## 인원

### 해안경비대 장교들
해안경비대에서 장교의 계급은 중앙무장경찰대의 계급과 같다. 장교들은 해안경비대에서 일반 근무 장교, 조종사, 기술 장교 또는 법률 장교로 네 개의 부서 중 한 곳에서 임명된다. 여성 장교들은 두 개의 부서, 즉 일반 근무 장교 또는 조종사 장교를 가지고 있으며 해안 시설/비행장/본부에서 근무한다. 그들은 인도 해안경비대 배에 배치되지 않았다.

## 같이 보기
- 인도 해군
- 인도 육군
- 인도 공군